# アイム・スティル・ヒア (2024年の映画)
『アイム・スティル・ヒア』（ポルトガル語：Ainda Estou Aqui: [aˈĩdɐ isˈtow aˈki]）は、2024年の政治伝記ドラマ映画である。マルセロ・ルーベンス・パイヴァの2015年の同名回顧録を原作とし、監督はウォルター・サレス、脚本はムリロ・ハウザーとヘイトル・ロレガが担当した。主演はブラジルを代表する女優のフェルナンダ・トーレスとフェルナンダ・モンテネグロ母娘。
2024年9月1日に第81回ヴェネツィア国際映画祭でワールドプレミア上映され、批評家から高い評価を受け、特にトーレスの演技が満場一致で称賛された。脚本賞を受賞し、全米映画批評会議により2024年の国際映画トップ5の1つに選ばれた。第82回ゴールデングローブ賞では、トーレスが主演女優賞ドラマ部門を受賞し、映画自体も外国語映画賞にノミネートされた。第97回アカデミー賞では主演女優賞（トーレス）と作品賞にノミネートされ、国際長編映画賞を受賞し、ブラジル製作映画として初のアカデミー賞受賞を果たした。興行収入3600万ドルを記録し、コロナパンデミック以降のブラジル映画として最高の興行収入を達成した。

## あらすじ
1970年12月、ルーベンス・パイヴァはレブロンの海岸近くの理想的な家で妻エウニセと5人の子供たちと暮らす。1964年のブラジルクーデターの開始時にブラジル下院議員の職を剥奪された後、民間でのキャリアに戻ったパイヴァは、政治亡命者を支援しつつ、その活動を家族に明かさずにいる。
革命運動によるスイス大使の誘拐事件後、ブラジルは政治的不安定に直面する。友人であるフェルナンドとダルヴァ・ガスパリアンはロンドンに亡命し、パイヴァ家の長女ヴェラを連れて行く。ヴェラは以前、友人と映画館から帰る際に軍の暴力に遭遇していた。1971年1月、パイヴァの自宅に軍の強制捜査が行われ、パイヴァが逮捕され失踪する。エウニセの夫の行方を求める公的調査は、彼女の12日間にわたる逮捕と拷問につながる。10代の娘エリアナも24時間拘束された後、釈放される。エウニセは夫が民主化運動に関与しているかどうか尋問されるが、否定する。
新聞がルーベンスが国外に亡命したと虚偽の報道をするが、エウニセと友人はそれを疑う。弁護士リノ・マシャドの助けを借りて、エウニセは人身保護令を申請する。家族の友人ボカイウヴァ・クーニャから、ルーベンスが政治亡命者を密かに支援していたことを知る。元教師マーサは、ルーベンスと一緒に投獄されていたが、公に話すことを恐れる。後にマーサは逮捕の詳細を記した手紙を書く。ジャーナリストで家族の友人のフェリックスは、ルーベンスが殺害されたとエウニセに伝えるが、軍当局は公式に確認を拒否する。子供たちを一人で育てるため、エウニセは自宅を売り、サンパウロに移り、母方の家族の近くで新たなスタートを切る。
25年後の1996年、民主主義が復活したブラジル国家からルーベンス・パイヴァの公式死亡証明書を受け取る際、エウニセは記者に囲まれ、被害者家族への補償と軍事独裁政権の犯罪に対する責任追及を求める。2014年、家族の集まりで子供たちや孫に囲まれた85歳のエウニセは、車椅子で暮らし、進行性アルツハイマー病を患う。国家真相委員会に関するニュース報道がルーベンスの事件に触れると、動揺したエウニセは過去を思い出すようだ。
エピローグでは、パイヴァの殺害に関与した5人が特定されたが、1971年1月21日から22日にかけてDOI-CODI本部で殺害されたパイヴァの事件で誰も起訴されなかったことが明かされる。また、エウニセは48歳で法学部を卒業し、ブラジルでも数少ない、ブラジル先住民の権利について専門家となり、ブラジル連邦政府、世界銀行、国連の顧問を務め、2018年に89歳で死去した。

## キャスト
- フェルナンダ・トーレス - エウニセ・パイヴァ、ブラジルの軍事独裁政権に異議を唱えた弁護士、活動家[5]
- フェルナンダ・モンテネグロ - エウニセ・パイヴァ（老年）
- セルトン・メロ - ルーベンス・パイヴァ、ブラジルの元下院議員
- ギレルメ・シルヴェイラ - マルセロ・ルーベンス・パイヴァ
- アントニオ・サボイア - マルセロ・ルーベンス・パイヴァ（成人）
- ヴァレンティナ・ヘルツァージ - ヴェラ・パイヴァ
- マリア・マノエラ - ヴェラ・パイヴァ（老年）
- ルイザ・コソフスキ - エリアナ・パイヴァ
- マルジョリー・エスティアーノ - エリアナ・パイヴァ（老年）
- バーバラ・ルス - ナル・パイヴァ
- ガブリエラ・カルネイロ・ダ・クーニャ - ナル・パイヴァ（老年）
- コラ・モラ - マリア・ベアトリス・ファッチオラ・パイヴァ
- オリヴィア・トーレス - マリア・ベアトリス・ファッチオラ・パイヴァ（成人）
- プリ・ヘレナ - マリア・ジョゼ（ゼゼ）
- ウンベルト・カラン - フェリックス
- マエヴ・ジンキンス - ダルヴァ・ガスパリアン
- カイオ・ホロヴィッツ - リカルド・ゴメス・ピンパン
- カミラ・マーディラ - ダラル・アシュカル
- チャールズ・フリックス - フェルナンド・ガスパリアン
- ルアナ・ナスタス - ヘレナ・ガスパリアン
- イザドラ・ルパート - ラウラ・ガスパリアン
- ダニエル・ダンタス - ラウル・リフ
- マイテ・パディリャ - クリスティーナ
- カルラ・リバス - マーサ
- ダン・ストゥルバッハ - ボカイウヴァ・クーニャ
- ヘレナ・アルベルガリア - ベアトリス・バンデイラ

## 製作
脚本はムリロ・ハウザーとヘイトル・ロレガが書き、エウニセの息子マルセロ・ルーベンス・パイヴァの回顧録『Ainda Estou Aqui』を基にしている。ハウザーは、マーサ・バターリャの同名小説を基にしたカリム・アイノウズの『エウリディス・グスマンの見えない人生』（2019）の脚本も共同執筆した。
主要撮影は2023年6月にブラジルのリオデジャネイロで始まった。映画はRTフィーチャーズとビデオフィルメスが製作し、グロボプレイ、マクト・プロダクションズ、コンスピラソン・フィルメス、アルテ・フランス・シネマが共同製作した。

## 評価
本作は観客、映画批評家、報道機関から圧倒的な称賛を受けた。特にフェルナンダ・トーレスの演技が高く評価された。レビュー集約サイトRotten Tomatoesでは、184の批評のうち97%が肯定的で、平均評価は8.3/10である。同サイトの総評は「フェルナンダ・トーレスの卓越した演技に支えられ、『アイム・スティル・ヒア』は一家族の答えを求める旅を通じて国家の激動を感動的に描く」としている。Metacriticでは、41人の批評家に基づく加重平均スコアが100点満点中85点で、「普遍的な称賛」を示している。
『バラエティ』のジェシカ・キアンは、本作のドラマチックな迫力を称賛し「形式は古典的だが共感においてはラディカルな『アイム・スティル・ヒア』は、感情のリズムを多少変えてしまう後続の部分（1996年と2014年を舞台としたもの）はおそらく必要なかっただろう。しかしその一方で、登場人物たちはあまりにも生き生きとしており、彼らを見放したくもない」と述べた。『スクリーン・デイリー』のウェンディ・アイドは、サレスが感情的なビートを過剰に強調せず、トーレスの「見事で複雑に層を成した演技」に依存していると評価し、モンテネグロの老年エウニセとしての短いが強力なカメオ出演の演技も称賛した。
複数の国際メディアがトーレスの演技を称賛し、『Collider』は年間最高の演技の一つとして「オスカー候補にふさわしい」と評した。『Deadline』のステファニー・バンバリーは、映画を「ブラジルの祝祭」と呼び、トーレスの「感情の繊細さ」が家族のために不安と怒りを抑えるコストを最小限のサインで伝えると述べ、彼女の演技がアカデミー賞レースに躍り出ると予測した。『ハリウッド・リポーター』のデヴィッド・ルーニーは、モンテネグロとトーレスの関係性を強調し、映画を「魅力的で深く感動的な作品」とし、サレスの最高傑作の一つと認めた。『IndieWire』のレイラ・ラティフは、トーレスの演技が「南米大陸最高の俳優の一人」として知られるキャリアにふさわしく、エウニセの驚異的な強さとストイシズムが痛みの瞬間をより感動的にすると評価し、セルトン・メロとの画面上の相互作用も称賛した。
映画監督のアルフォンソ・キュアロンは、2024年の好きな映画の一つに挙げ、「ウォルター・サレスの映画を見ることは、寛大さに抱かれることであり、目に見えないが確かな力で同時に高揚し、根付かせる引力のような体験だ。『アイム・スティル・ヒア』ではその効果がさらに魅力的だ」と述べた。ニコール・ホロフセナーやチャド・ハーティガンなど他の映画監督も2024年の好きな映画に挙げた。
2025年、『Collider』の「2020年代のおすすめ映画10本」のリストで3位にランクインし、エディ・ポッセールは「誤情報と政府腐敗の病が現実世界に広がる中、『アイム・スティル・ヒア』の物語は社会が発展しつつも劣化する中で、あらゆる年齢の人々にとって必須の視聴体験だ」と書いた。ナショナル・ボード・オブ・レビューにより2024年の国際映画トップ5に選ばれ、英国映画誌『Sight & Sound』の年間ベスト50映画にも選出された。2025年7月、『ニューヨーク・タイムズ』の「21世紀のベスト映画100」の読者投票で、253位にランクインした。

## 受賞とノミネート
本作は数多くの受賞とノミネートを受けた。第82回ゴールデングローブ賞では、外国語映画賞とドラマ部門主演女優賞（トーレス）にノミネートされ、トーレスが演技部門でブラジル人女優として初のゴールデングローブ賞を受賞した。第78回英国アカデミー賞では非英語作品賞にノミネートされた。第97回アカデミー賞では、ブラジル映画として初めて作品賞を含む3部門にノミネートされた。当初はフランス映画『エミリア・ペレス』が最有力視されていたが、カーラ・ソフィア・ガスコンの偏見に満ちた過去の発言や、トーレスと映画の評判を下げる試み（これにより、オスカーの専門家の大半が、エミリア・ペレスが国際長編映画賞を受賞する可能性はなくなったと同意した）により状況が一変し、国際長編映画賞を受賞した。ブラジル映画として4回のノミネートを経て初の受賞であり、フランスやイタリア映画との激しい競争を制した（サレスの『セントラル・ステーション』は1998年にイタリアの『ライフ・イズ・ビューティフル』に敗れた）。この成功は2025年のブラジルカーニバルシーズンに強い反響を呼び、トーレスは祭りの目玉となった。オンラインショッピングプラットフォームShopeeはトーレスにインスパイアされた衣装の需要急増を報告し、サンパウロの25 de Marçoショッピング街ではオスカー像の小道具やテーマ衣装が並んだ。
| 賞                                       | 日時           | 部門                      | 対象                                              | 結果       | 出典   |
| ---------------------------------------- | -------------- | ------------------------- | ------------------------------------------------- | ---------- | ------ |
| アカデミー賞                             | 2025年3月2日   | 作品賞                    | マリア・カルロタ・ブルーノ ロドリゴ・テイシェイラ | ノミネート | [ 25 ] |
| アカデミー賞                             | 2025年3月2日   | 主演女優賞                | フェルナンダ・トーレス                            | ノミネート | [ 25 ] |
| アカデミー賞                             | 2025年3月2日   | 国際長編映画賞            | 『アイム・スティル・ヒア』                        | 受賞       | [ 25 ] |
| オースティン映画批評家協会賞             | 2025年1月6日   | 国際長編映画賞            | マリア・カルロタ・ブルーノ ロドリゴ・テイシェイラ | ノミネート | [ 26 ] |
| 英国アカデミー賞                         | 2025年2月16日  | 非英語作品賞              | 『アイム・スティル・ヒア』                        | ノミネート | [ 27 ] |
| クリティックス・チョイス・アワード       | 2025年2月7日   | 外国語映画賞              | 『アイム・スティル・ヒア』                        | ノミネート | [ 28 ] |
| ダラス・フォートワース映画批評家協会賞   | 2024年12月18日 | 外国語映画賞              | 『アイム・スティル・ヒア』                        | 4th place  | [ 29 ] |
| フロリダ映画批評家協会賞                 | 2024年12月20日 | 国際映画賞                | 『アイム・スティル・ヒア』                        | ノミネート | [ 30 ] |
| ゴールデングローブ賞                     | 2025年1月5日   | 主演女優賞 （ドラマ部門） | フェルナンダ・トーレス                            | 受賞       | [ 31 ] |
| ゴールデングローブ賞                     | 2025年1月5日   | 外国語映画賞              | 『アイム・スティル・ヒア』                        | ノミネート | [ 31 ] |
| ゴヤ賞                                   | 2025年2月8日   | イベローアメリカン映画賞  | 『アイム・スティル・ヒア』                        | 受賞       | [ 32 ] |
| ロンドン映画批評家協会賞                 | 2025年2月2日   | 外国語映画賞              | 『アイム・スティル・ヒア』                        | ノミネート | [ 33 ] |
| ロサンゼルス映画批評家協会賞             | 2024年12月8日  | 主演俳優賞                | フェルナンダ・トーレス                            | 次点       | [ 34 ] |
| マイアミ映画祭                           | 2024年11月7日  | 観客賞                    | 『アイム・スティル・ヒア』                        | 受賞       | [ 35 ] |
| ナショナル・ボード・オブ・レビュー賞     | 2025年1月7日   | 外国語映画トップ5         | 『アイム・スティル・ヒア』                        | 受賞       | [ 36 ] |
| ニューヨーク・オンライン映画批評家協会賞 | 2024年12月16日 | 国際長編映画賞            | 『アイム・スティル・ヒア』                        | 次点       | [ 37 ] |
| オンライン映画批評家協会賞               | 2025年1月27日  | 非英語作品賞              | 『アイム・スティル・ヒア』                        | ノミネート | [ 38 ] |
| オンライン映画批評家協会賞               | 2025年1月27日  | 主演女優賞                | 『アイム・スティル・ヒア』                        | ノミネート | [ 38 ] |
| サテライト賞                             | 2025年1月26日  | 主演女優賞 （ドラマ部門） | フェルナンダ・トーレス                            | 受賞       | [ 39 ] |
| サテライト賞                             | 2025年1月26日  | 国際長編映画賞            | 『アイム・スティル・ヒア』                        | ノミネート | [ 39 ] |
| 第81回ヴェネツィア国際映画祭             | 2024年9月7日   | 金獅子賞                  | ウォルター・サレス                                | ノミネート | [ 40 ] |
| 第81回ヴェネツィア国際映画祭             | 2024年9月7日   | 脚本賞                    | マリア・カルロタ・ブルーノ ロドリゴ・テイシェイラ | 受賞       | [ 40 ] |
| 第81回ヴェネツィア国際映画祭             | 2024年9月7日   | Green Drop賞              | ウォルター・サレス                                | 受賞       | [ 41 ] |
| 第81回ヴェネツィア国際映画祭             | 2024年9月7日   | SIGNIS賞                  | ウォルター・サレス                                | 受賞       | [ 41 ] |
| ワシントンD.C.映画批評家協会賞           | 2024年12月8日  | 外国語映画賞              | 『アイム・スティル・ヒア』                        | ノミネート | [ 42 ] |